# アニメーションビジネス海外展開支援事業
東京都アニメーションビジネス海外展開支援事業は、東京都内の、世界で活躍したいアニメーターや、アニメ製作会社を、東京都が支援するため行っている公共支援事業である。
主に、以下の3つの内容で構成される
- 海外進出ステップアッププログラム

海外進出のノウハウを学ぶセミナー
- MIFA東京都ブース出展

カンヌのアニメ部門を独立させたアヌシー国際アニメーション映画祭（MIFA）での東京都ブースに出展
- ピッチ（プレゼンテーション）コンテスト開催

2017年 - 2018年は賞金100万円 ※年度により異なる